# There It Is (911)
There It Is è il terzo album in studio del gruppo pop britannico 911, pubblicato il 25 gennaio 1999.
Il disco è composto da molte cover.

## Tracce
1. More Than a Woman – 3:14
2. Don't Take Away the Music – 3:37
3. A Little Bit More – 3:01
4. Never Gonna Give You Up – 3:35
5. I Wanna Get Next to You – 3:45
6. Can't Get by Without You – 3:18
7. Rock Me Gently – 3:35
8. Private Number (featuring Natalie Jordan) – 3:32
9. There It Is – 4:02
10. You're the Best Thing – 4:00
11. Boogie Nights – 3:34

## Formazione
- Lee Brennan
- Jimmy Constable
- Spike Dawbarn